# Ronald Davidson
Pour les articles homonymes, voir Davidson.
Ronald Davidson est un scénariste et producteur américain né le 13 juillet 1899 dans le Territoire de l'Arizona (États-Unis), décédé le 28 juillet 1965 à San Diego (États-Unis).

## Filmographie

### comme scénariste
- 1937 : La Caravane de l'enfer (The Painted Stallion)
- 1937 : Zorro Rides Again
- 1938 : Dick Tracy Returns
- 1939 : The Lone Ranger Rides Again
- 1939 : Les Trois Diables rouges (Daredevils of the Red Circle)
- 1939 : Dick Tracy's G-Men
- 1940 : Drums of Fu Manchu (en)
- 1940 : Hi-Yo Silver (en)
- 1940 : Mysterious Doctor Satan (Mysterious Doctor Satan)
- 1941 : La Fille de la jungle (Jungle Girl)
- 1941 : Le Capitaine Marvel (Adventures of Captain Marvel)
- 1942 : Perils of Nyoka
- 1942 : King of the Mounties (en)
- 1943 : G-men vs. the Black Dragon
- 1943 : The Fighting Devil Dogs
- 1943 : Daredevils of the West (en)
- 1943 : The Masked Marvel
- 1944 : Captain America
- 1948 : Cowboy Cavalier (en)
- 1948 : Courtin' Trouble (en)
- 1948 : Daredevils of the Clouds de George Blair
- 1950 : The Invisible Monster (en)
- 1950 : Desperadoes of the West (en)
- 1950 : Flying Disc Man from Mars (en)
- 1951 : Zorro le diable noir (Don Daredevil Rides Again)
- 1951 : Government Agents vs. Phantom Legion (en)
- 1952 : Radar Men from the Moon (en)
- 1952 : Black Hills Ambush
- 1952 : Zombies of the Stratosphere (en)
- 1953 : Jungle Drums of Africa (en)
- 1953 : Canadian Mounties vs. Atomic Invaders (en)
- 1954 : Trader Tom of the China Seas (en)
- 1954 : Le Triomphe de Zorro (Man with the Steel Whip)
- 1955 : Panther Girl of the Kongo (en)
- 1955 : King of the Carnival (en)
- 1958 : Satan's Satellites
- 1958 : Missile Monsters
- 1959 : Zorro Rides Again
- 1966 : Target: Sea of China (TV)
- 1966 : Nyoka and the Lost Secrets of Hippocrates (TV)
- 1966 : Sakima and the Masked Marvel (TV)
- 1966 : Torpedo of Doom (TV)

### comme producteur
- 1944 : Haunted Harbor (en)
- 1944 : Zorro le vengeur masqué (Zorro's Black Whip)
- 1945 : Manhunt of Mystery Island
- 1945 : Federal Operator 99
- 1945 : The Purple Monster Strikes
- 1946 : The Phantom Rider (en)
- 1946 : King of the Forest Rangers
- 1946 : Daughter of Don Q
- 1946 : The Crimson Ghost
- 1947 : Le Fils de Zorro (Son of Zorro)
- 1966 : D-Day on Mars (TV)